# 长田街道
长田街道，是中华人民共和国广西壮族自治区钦州市钦北区下辖的一个乡镇级行政单位。

## 行政区划
长田街道下辖以下地区：
城北社区、皇马社区和大井社区。